# Realize (cântec)
„Realize” este un cântec al interpretei americane Colbie Caillat. Piesa a fost compusă de Mikal Blue și inclusă pe materialul discografic de debut al artistei, Coco. Înregistrarea a fost lansată cel de-al doilea single al albumului în ianuarie 2008.
Piesa a ocupat locul 20 în Billboard Hot 100 și a activat notabil în ierarhia oficială din Canada, locație unde a câștigat treapta cu numărul 37. Prezențe similare au fost înregistrate în Olanda și Portugalia.